# Ken Yorii
Ken Yorii (寄井 憲 Yorii Ken?, nacido el 26 de abril de 1984 en Onomichi, Hiroshima) es un exfutbolista japonés. Jugaba de defensa y su último club fue el Matsumoto Yamaga FC de Japón.

## Trayectoria

### Clubes
| Club                | País  | Año         |
| ------------------- | ----- | ----------- |
| Ventforet Kofu      | Japón | 2007 - 2008 |
| Matsumoto Yamaga FC | Japón | 2009        |